# Старе Залуче
Старе Залуче (пол. Stare Załucze) — село в Польщі, у гміні Уршулін Володавського повіту Люблінського воєводства.
Населення — 142 особи (2011).
У 1975-1998 роках село належало до Холмського воєводства.

## Демографія
Демографічна структура станом на 31 березня 2011 року:
|          | Загалом | Допрацездатний вік | Працездатний вік | Постпрацездатний вік |
| -------- | ------- | ------------------ | ---------------- | -------------------- |
| Чоловіки | 74      | 10                 | 49               | 15                   |
| Жінки    | 68      | 9                  | 35               | 24                   |
| Разом    | 142     | 19                 | 84               | 39                   |